# European BEST Engineering Competition
European BEST Engineering Competition (EBEC) je každoroční inženýrská soutěž pořádaná studentskou organizací BEST (Board of European Students of Technology) ve 32 zemích Evropy za účelem rozvoje studentů. Účastnící se studenti mohou vyzkoušet své schopnosti při řešení teoretického nebo praktického problému. Studenti tvoří týmy o 4 členech a účastní se jedné ze dvou soutěžních kategorií, kde je zadání vytvořené tak, aby oslovilo studenty všech odvětví technických univerzit.
Projekt EBEC je jednou z klíčových aktivit BESTu, který poskytuje studentům doplňkové vzdělání.
V roce 2017 bylo finálové kolo EBECu (EBEC Final) pořádáno v Brně od 31. července do 8. srpna, kde změřilo své schopnosti 120 studentů ze všech koutů Evropy. Roku 2019 se bude finálové kolo konat v italském Turíně.

## Historie
První myšlenka inženýrské soutěže EBEC, vznikla během pobytu několika členů BESTu v Kanadě, kde jim byla představena soutěž CEC (Canadian Engineering Competitions) organizovaná tamní studentskou organizací CFES (Canadian Federation of Engineering Students). Členové BESTu navštívili CEC v roce 2002 jako čestní hosté a myšlenka organizovat podobnou soutěž u nás v Evropě byla probrána ještě tentýž rok během GA BESTu (General Assembly). Toto je to místo, kde se zrodil příběh zvaný EBEC. Hned následující rok vznikl první ročník BESŤácké soutěže, tehdy nazvaný BEEC (BEST European Engineering Competition), organizovaný v roce 2003 ve městě Eindhoven. První národní kolo se konalo v roce 2006 v Portugalsku a úplně první finální kolo EBECu bylo organizováno v roce 2009 v belgickém městě Ghent, kde mezi sebou soutěžilo 80 finalistů, kteří postoupili z více než 2 300 studentů, 51 univerzit a 18 zemí, čímž byla dokončena Pyramida EBECu.

## Struktura
EBEC se skládá ze 3 úrovní soutěží, které dohromady tvoří EBEC pyramidu sestávající z 84 lokálních kol, 15 národních/regionálních kol a 1 finálního kola. Jedná se o jednu z největších inženýrských soutěží pořádaných studenty pro studenty v Evropy s téměř 7 000 soutěžícími studenty každý rok.

### Lokální kola

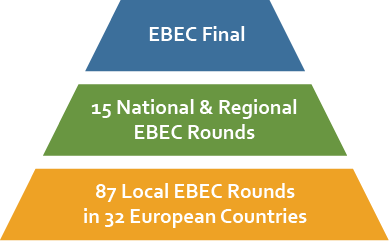
EBEC pyramid

Lokální kola se odehrávají na poli jedné z technických univerzit, kde se také nachází LBG (Local BEST Group). Vítězný tým z každé kategorie postupuje do národního nebo regionálního kola.

### Národní/regionální kola
Národní/regionální kola se odehrávají v jedné zemi nebo regionu (sestávajícího z několika částí různých zemí a nebo i z několika celých zemí) a pořádány jednou z tamějších LBG (Local BEST Group). Tým, který se v tomto kole umístí na prvním místě, postupuje ve stejné kategorii do finálního kola EBECu (EBEC Final). Každoročně je pořádáno 15 národních/regionálních kol, kde dohromady soutěží přes 700 studentů.
| Národní/regionální kola                                  | Lokální kola                                                                |
| EBEC Alpe-Adria                                          | Erlangen, Graz, Ljubljana, Maribor, Záhřeb                                  |
| EBEC Balkán                                              | Bělehrad, Mostar, Niš, Novi Sad, Podgorica, Skopje                          |
| EBEC Baltic                                              | Jekatěrinburg, Jekatěrinburg UrFU, Kaunas, Moskva, Riga, Petrohrad, Tallinn |
| EBEC Benelux Archivováno 26. 4. 2016 na Wayback Machine. | Aachen, Brusel, Brusel ULB, Delft, Gent, Lovaň, Lutych, Nová Lovaň          |
| EBEC Central                                             | Praha, Brno, Bratislava, Košice, Veszprém, Budapešť                         |
| EBEC Francie                                             | ENSAM, ENSTA ParisTech, Centrale Lyon, CentraleSupélec, Polytechnique       |
| EBEC Řecko                                               | Atény, Chania, Patras, Soluň                                                |
| EBEC Itálie Archivováno 25. 6. 2016 na Wayback Machine.  | Messina, Milán, Neapol, Řím, Řím Tor Vergata, Trento, Turín                 |
| EBEC Nordic                                              | Kodaň, Göteborg, Helsinky, Stockholm, Tampere, Trondheim, Uppsala           |
| EBEC Polsko Archivováno 19. 6. 2016 na Wayback Machine.  | Gdaňsk, Gliwice, Kraków, Lodž, Varšava, Wroclaw                             |
| EBEC Portugal Archivováno 3. 6. 2016 na Wayback Machine. | Almada, Aveiro, Coimbra, Lisabon, Porto                                     |
| EBEC Rumunsko & Moldávie                                 | Brašov, Bukurešť, Kišiněv, Kluž, Iasi, Timisoara                            |
| EBEC Španělsko                                           | Barcelona, Madrid, Madrid Carlos III, Las Palmas, Valencia, Valladolid      |
| EBEC Turecko                                             | Ankara, Izmir, Istanbul, Istanbul Yildiz                                    |
| EBEC Ukrajina                                            | Kyjev, Lvov, Záporoží, Vinnycja                                             |

### EBEC Final
Finálové kolo EBECu, EBEC Final, je jednou z nejpřednějších akcí BESTu, organizovaný pouze jednou LBG (Local BEST Group). Soutěžící studenti, reprezentující více než 80 největších evropských univerzit techniky, jsou shromážděni, aby po 10 dní pracovali na komplikovaných zadáních v mezinárodním prostředí. Během této akce mají soutěžící také příležitost potkat se a spřátelit s lidmi z rozdílných kultur, vychutnat si město organizující LBG a v neposlední řadě dostat se do styku s velkými mezinárodními firmami, které jsou přítomny na JobFairu, který je pořádán v poslední den této akce.

## Kategorie

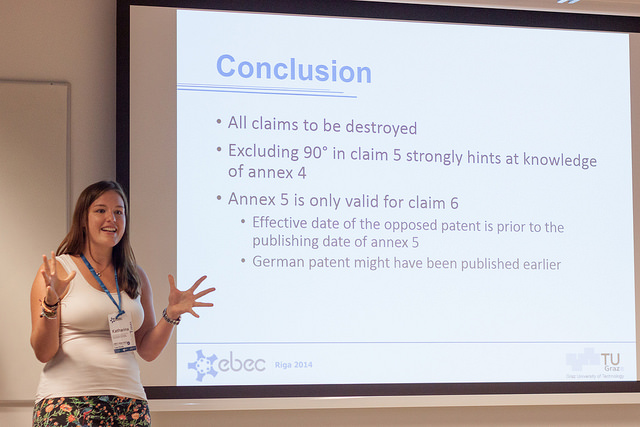
EBEC Case Study

Od samotných počátků EBECu byly představeny různé soutěžní kategorie, jako například Debate (Diskuze) a Negotiations (Vyjednávání), až do doby, kdy se EBEC vyvinul do své nynější, finální podoby, skládající se pouze z kategorií Case Study a Team Design.

### Case Study
Case Study (CS) je teoretické řešení nějakého ekonomického, právního, nebo sociálního problému. To vše samozřejmě se zaměřením na techniku. Požadován je rozbor, výzkum, uvažování, kreativita, týmová práce a prezentace. Řešení musí být poskytnuto během omezeného času a podpořeno omezenými zdroji, jako je například čas nebo peníze.

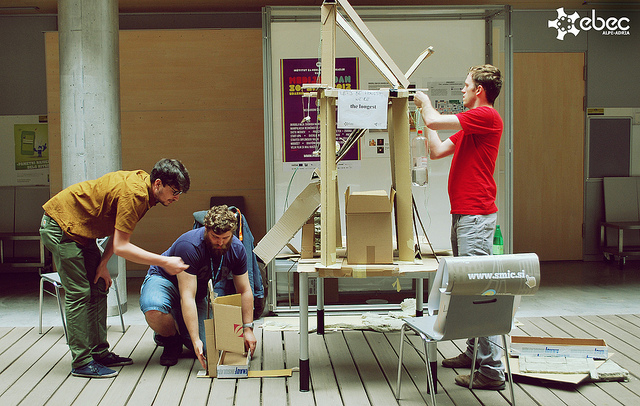
EBEC Team Design

### Team Design
Team Design (TD) je praktická, ručně zaměřená výzva v podobě projektu, která vyžaduje design, tvorbu, kreativitu, týmovou práci a prezentaci vytvořeného prototypu modelu, úspěšně splňujícího předem zadaná konstrukční a operační kritéria. Tento model musí být vytvořen během omezeného času a za pomoci levného a omezeného množství materiálu.

## Přehled ročníků
Prozatím proběhlo 8 ročníků této soutěže, jejichž shrnutí najdete níže.
| EBEC 2009 | Gent, Belgie – 1. až 12. srpna       |
| EBEC 2010 | Kluž, Rumunsko – 1. až 11. srpna     |
| EBEC 2011 | Istanbul, Turecko – 1. až 11. srpna  |
| EBEC 2012 | Záhřeb, Chorvatsko – 1. až 8. srpna  |
| EBEC 2013 | Varšava, Polsko – 1. až 9. srpna     |
| EBEC 2014 | Riga, Lotyšsko – 1. až 9. srpna      |
| EBEC 2015 | Porto, Portugalsko – 2. až 11. srpna |
| EBEC 2016 | Bělehrad, Srbsko – 1. až 10. srpna   |
| EBEC 2017 | Brno, Česko – 1. až 7. srpna         |

### EBEC 2009

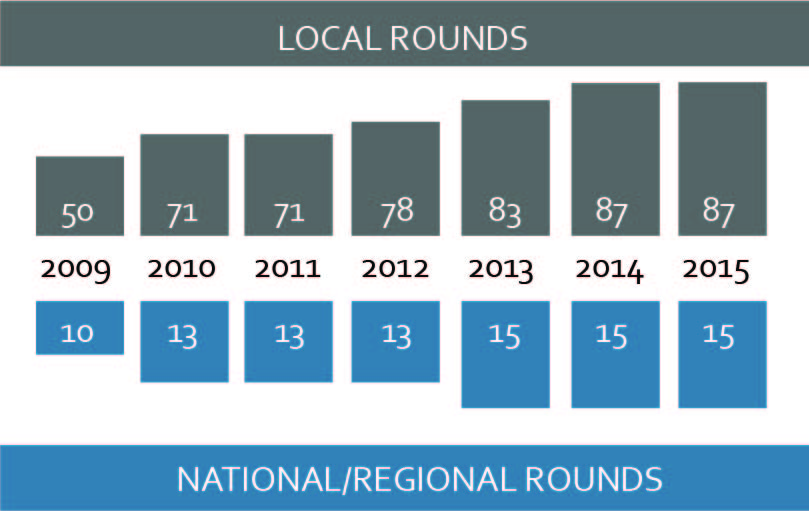

Finální kolo EBECu bylo poprvé organizováno LBG Ghent v srpnu roku 2009. Účastnilo se 80 studentů, kteří postoupili z předešlých kol z více než 2 300 studentů, z 51 univerzit a 18 zemí. Tato soutěž byla podpořena organizací UNEP, která vytvořila zadání pro kategorii Team Design.

### EBEC 2010
EBEC se dále rozšiřoval a hned další rok se ho odvážilo zúčastnit již 79 technických univerzit. Z celkem 5 000 studentů účastnících se v 31 zemích postoupilo 104 finalistů, kteří se sešli a změřili své schopnosti v rumunském městě Kluž.

### EBEC 2011
V 3. edici EBECu Final se zúčastnilo 79 univerzit z nichž soutěžilo v lokálním kole více než 5 000 studentů, z nichž 104 soutěžících postoupilo až do finálního kola v Istanbulu, na jehož organizaci a vylepšování se podílelo více než 200 členů BESTu.

### EBEC 2012
EBEC Final 2012 byl organizován v hlavním městě Chorvatska Záhřebu, kde dokonce obdržel záštitu prezidenta této země. Tato akce se skládala ze 4 pracovních dnů, dnů oficiálního otevření a zavření a jednoho volného dne, během kterého měli soutěžící příležitost poznat krásy tohoto města.

### EBEC 2013
Pátá edice této soutěže se konala ve Varšavě, které předcházelo 15 národních/regionálních kol a 87 lokálních kol, kterých se zúčastnilo více než 6 500 soutěžících studentů. Akce byla podpořena varšavskou technickou univerzitou Politechnika Warszawska, stejně tak dalšími důležitými institucemi jako je například Ministerstvo vědy a vysokého školství (Ministerstwo Nauki i Szkolnictwa Wyższego) a Koperníkova vědeckého centra (Centrum Nauki Kopernik).

### EBEC 2014
87 lokálních kol, více než 6 000 studentů, 116 finalistů a více než 500 členů BESTu z 32 různých zemí, kteří přispěli k přípravám a úspěšnému průběhu 6. ročníku finálního kola EBECu, který se tentokrát konal v Rize.

### EBEC 2015
V roce 2015 proběhlo finální kolo EBECu v Portu dosahující rekordní účasti 120 soutěžících, čímž nasadilo vysokou laťku následujícím ročníkům.

### EBEC 2016
Osmé finální kolo v historii soutěže se konalo v Bělehradě, na místní fakultě architektury.

### EBEC 2017
Mezníkem konání soutěže byl pro Českou republiku rok 2017, kdy tuto soutěž hostila brněnská metropole. Soutěžní klání se odehrálo na Fakultě podnikatelské Vysokého učení technického v Brně. Soutěže se zúčastnilo 120 soutěžících z univerzit po celé Evropě pod vedením několika desítek organizátorů.

## Ohlas
EBEC je soutěž oslovující tisíce studentů, universit a firem, která se rozšířila po celé Evropě. Ovšem to, co dělá EBEC unikátní, nejsou pouze čísla a technické výstupy, nýbrž "duch EBECu", kterým je atmosféra obklopující soutěž, sestávající z týmové práce, nespoutané kreativity propojené s vědomostmi a úsilím vždy ze sebe vydat to nejlepší. To je to, co činí studenty nadšené zúčastnit se a pracovat na co nejlepším řešení, co přitahuje profesory a experty přispět svým odborným názorem a vědomostmi k transparentnosti celé soutěže. Co láká firmy chtít podporovat tuto soutěž znovu a zajistit, že se studenti budou potýkat s aktuálními problémy světa techniky a samozřejmě co nutí členy BESTu ustavičně a neustále pracovat na každoročním pořádání a více a více zaníceně rozvíjet samotný EBEC. To je to, co spojuje všechny tyto lidi dohromady za účelem společného cíle "Design the Future. Today."

### Ceny a nominace
EBEC Final 2015 v Portu byl ohodnocen jako nejlepší portugalský projekt pro další kolo European Charlemagne Youth Prize.

### Záštity
BEST se vždy snaží získat podporu institucí, které uznávají jeho snahu a sdílí jeho vizi mít dopad na evropské studenty techniky. Doposud je EBEC podporován mnoha institucemi jako například UNESCO, Young in Action, European Society for Engineering Education (SEFI), Institute of Electrical and Electronics Engineers.
University, které podpořily EBEC v posledních letech, jsou například: Vysoké učení technické v Brně, Aristotle University of Thessaloniki, České vysoké učení technické v Praze, Graz University of Technology, National Technical University of Athens (NTUA), Silesian University of Technology in Gliwice, University of Porto, Yıldız Technical University.

### Akreditace
EBEC začíná být univerzitami uznáván jako projekt vysoké kvality,[zdroj⁠?!] který napomáhá k rozšíření vzdělání svých účastníků. Portská univerzita jako první uznala soutěž do té míry, že udělila účastníkům kredity - ECTS (European Credit Transfer and Accumulation System).

## EBEC Brno

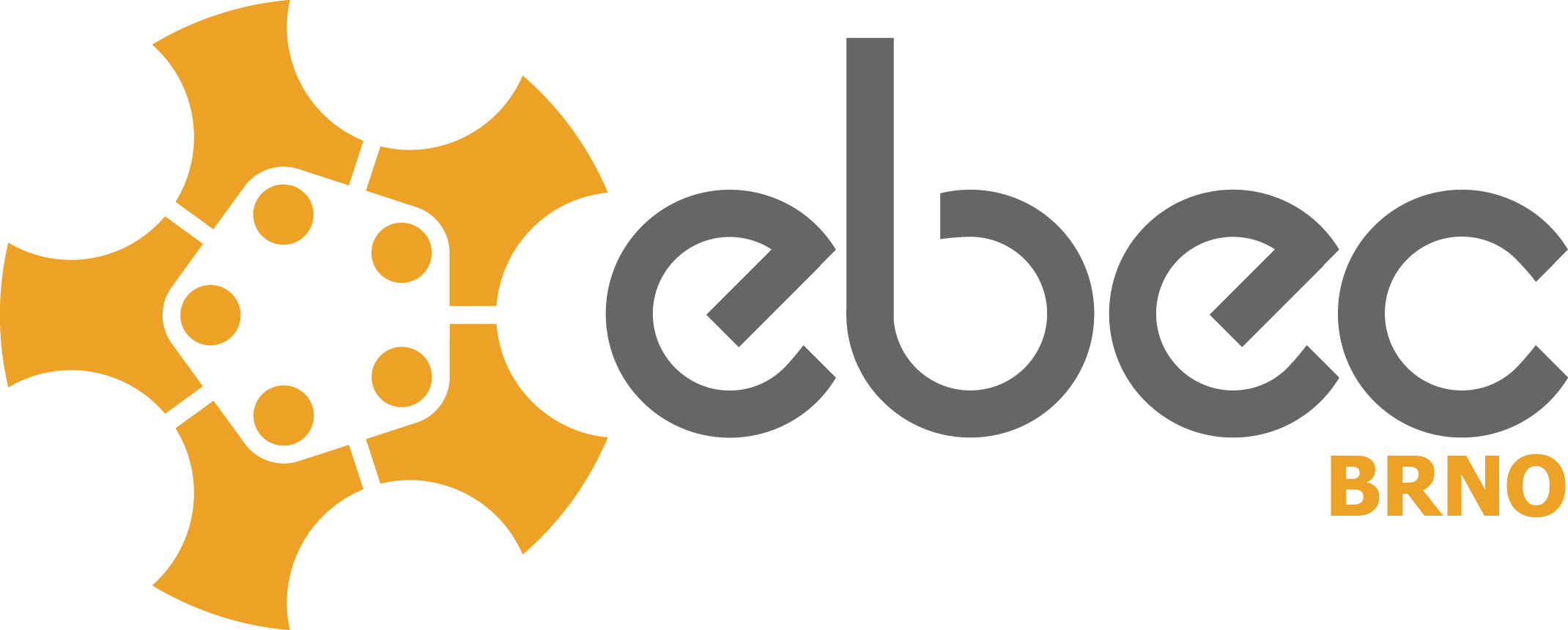
Logo brněnského EBECu

V Brně pořádá lokální kolo EBECu místní skupina studentské organizace BEST pro studenty Vysokého učení technického v Brně. Motto brněnské soutěže zní "Ukaž, co umíš.".

### Historie
Počátky inženýrské soutěže v Brně sahají až do roku 2009, kdy soutěž nesla název Ing.Race. Následně byla po dvou letech přejmenována na ING.Days a od roku 2012 se název ustálil jako EBEC (European BEST Engineering Competition), stejně jako na všech 84 pořadatelských univerzitách v Evropě. Každoročně se do EBECu přihlásí přes 300 studentů VUT.

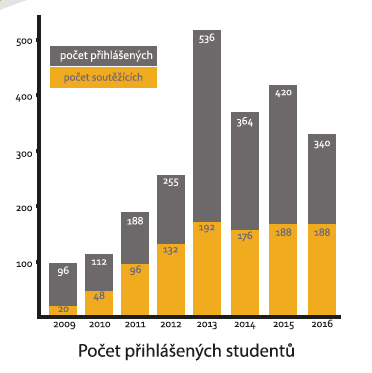

### Průběh soutěže
Všichni přihlášení soutěžící se zúčastní internetového předkola, které se skládá z vědomostního testu a vypracování projektu dle zadání. V předešlých letech se například vymýšlelo kolo pro Jamese Bonda nebo univerzální sportovní pomůcka.
Fakultní kola se odehrávají zpravidla na Fakultě stavební, Fakultě informačních technologií, Fakultě elektrotechniky a komunikačních technologií a Fakultě strojního inženýrství. V každém z nich se utká 12 nejlepších týmů (6 z kategorie Team Design a 6 z kategorie Case Study). Na této úrovni se zadání přizpůsobuje zaměření jednotlivých fakult a zpravidla je připravováno ve spolupráci s firmami, které se v daném oboru pohybují.
Týmy, které se umístily na prvních a druhých místech (tedy 8 týmů z každé kategorie), se potkají ve finále, které probíhá na Fakultě podnikatelské. Vítězné týmy postupují do regionálního kola EBEC Central a následně do celoevropského finále EBEC Final.

## Galerie

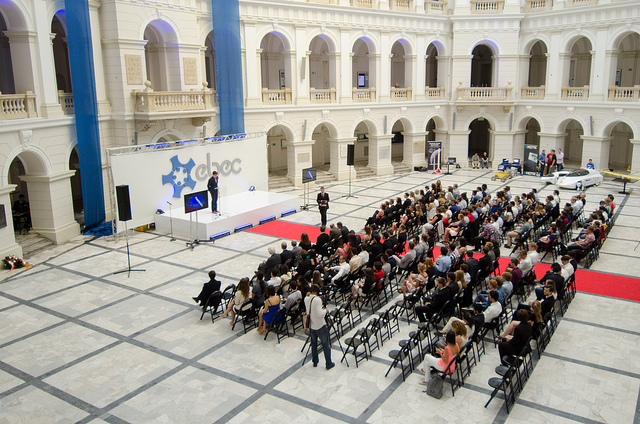
Oficiální zahájení Warsaw 2013
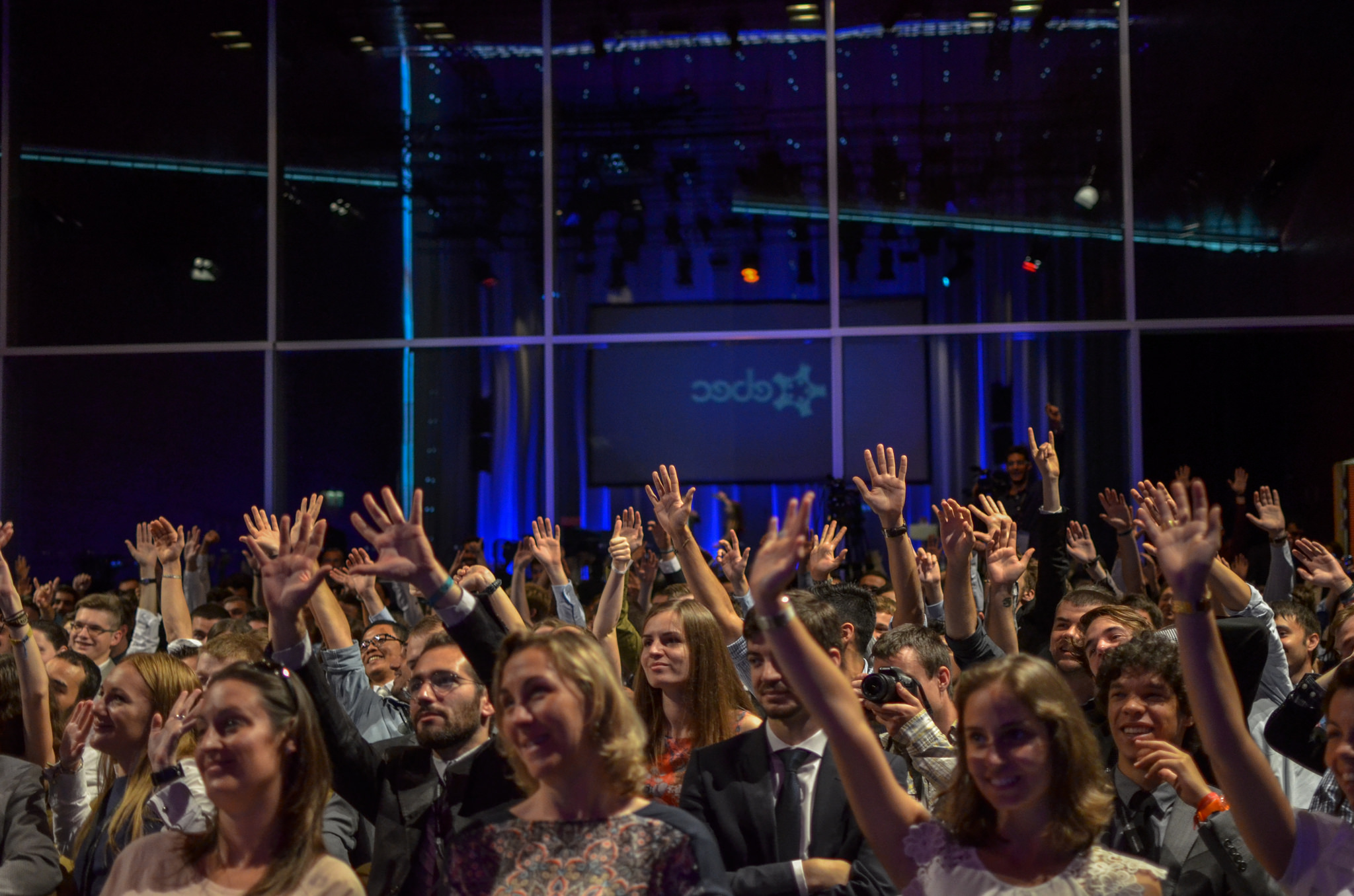
Oficiální zahájení Porto 2015
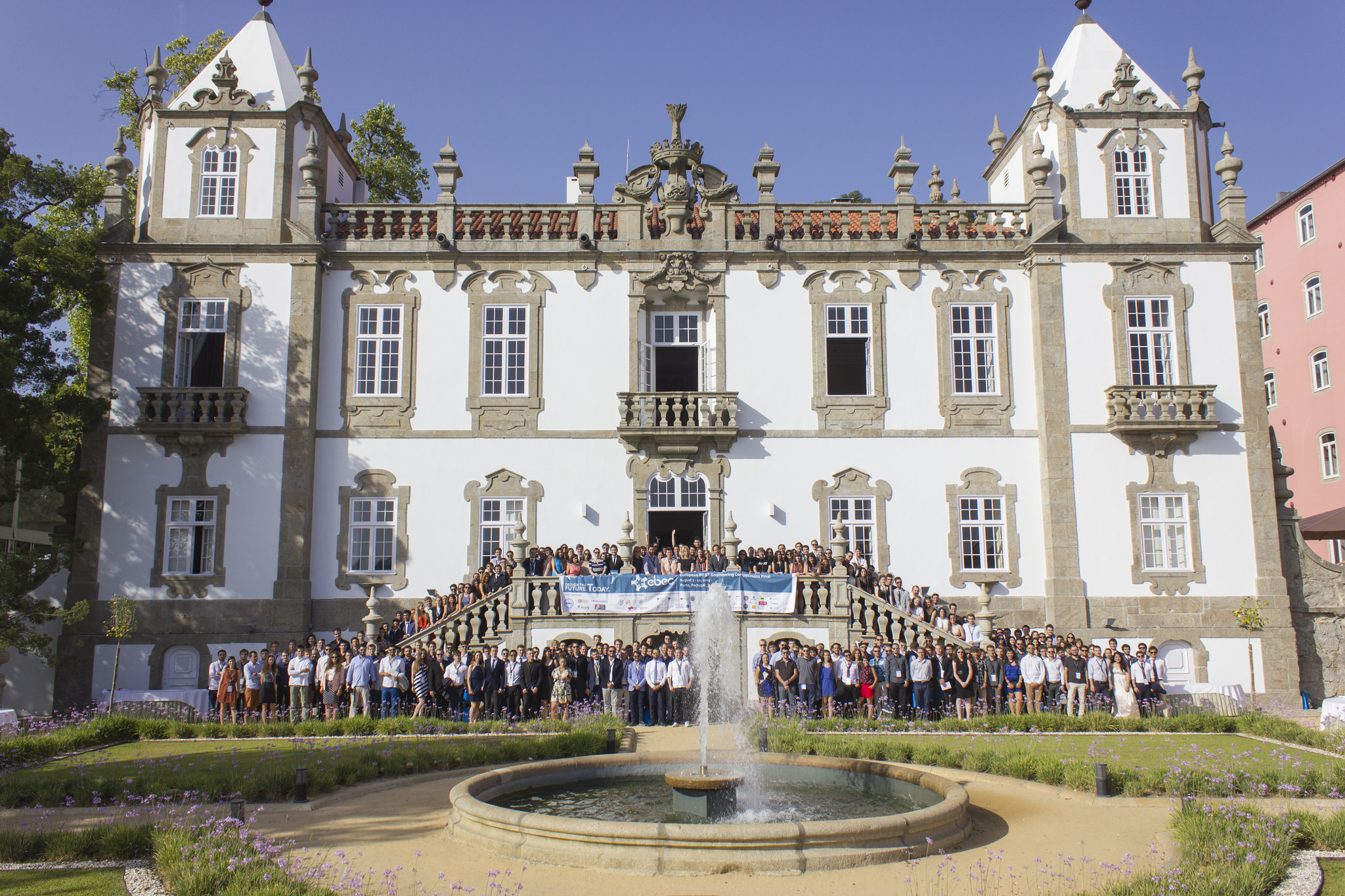
EBEC Porto 2015
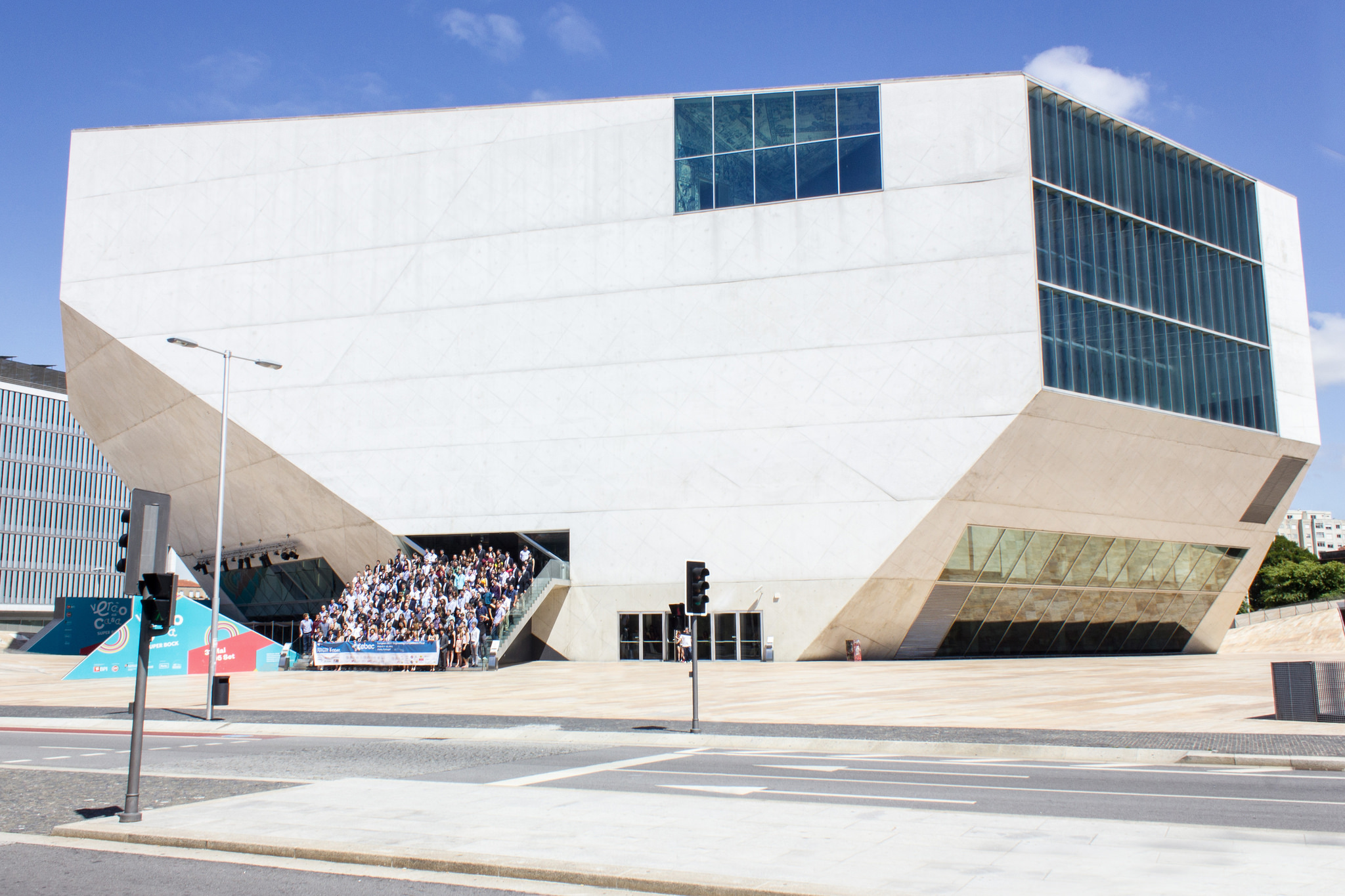
Porto 2015
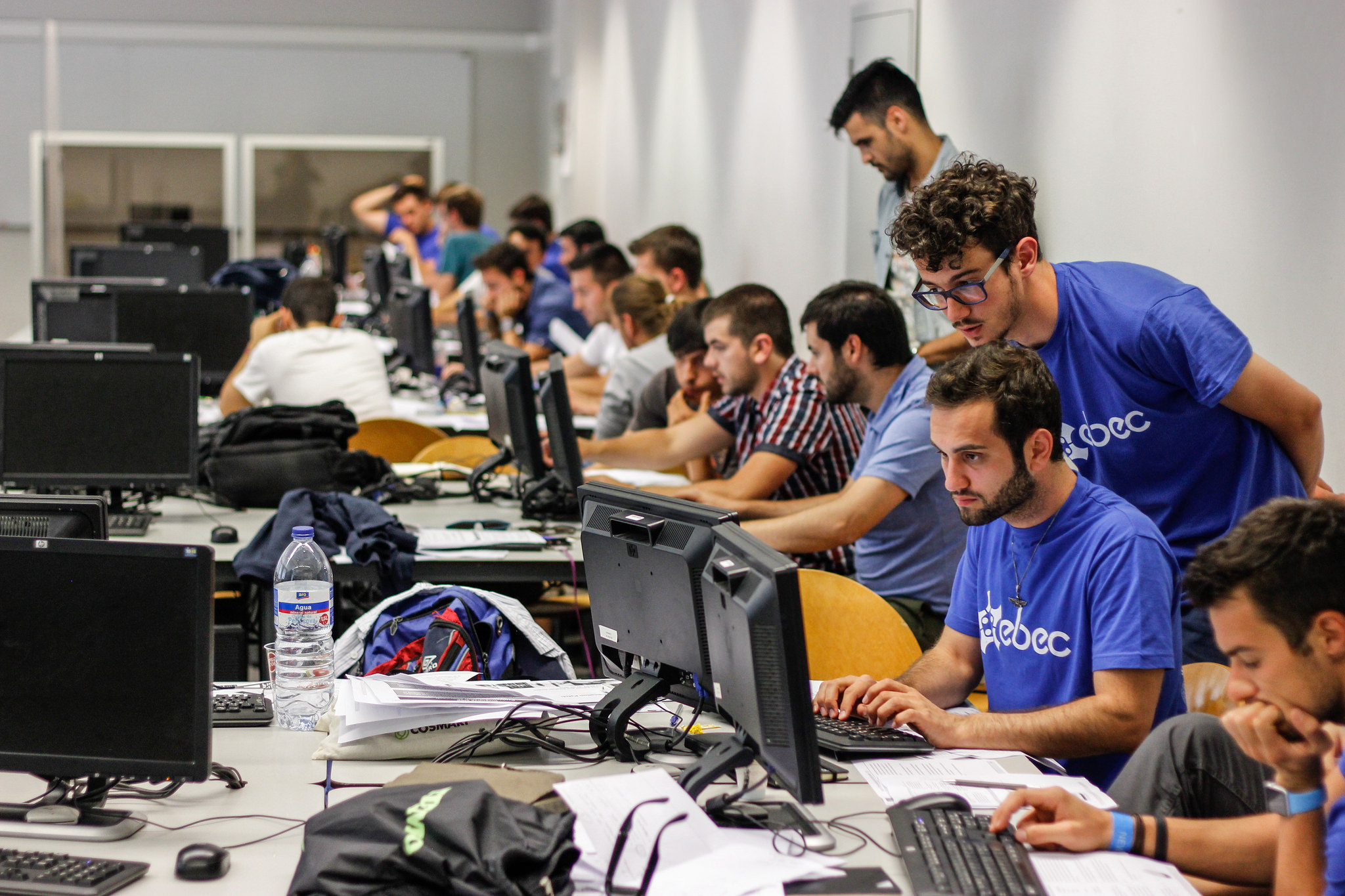
Case Study 1
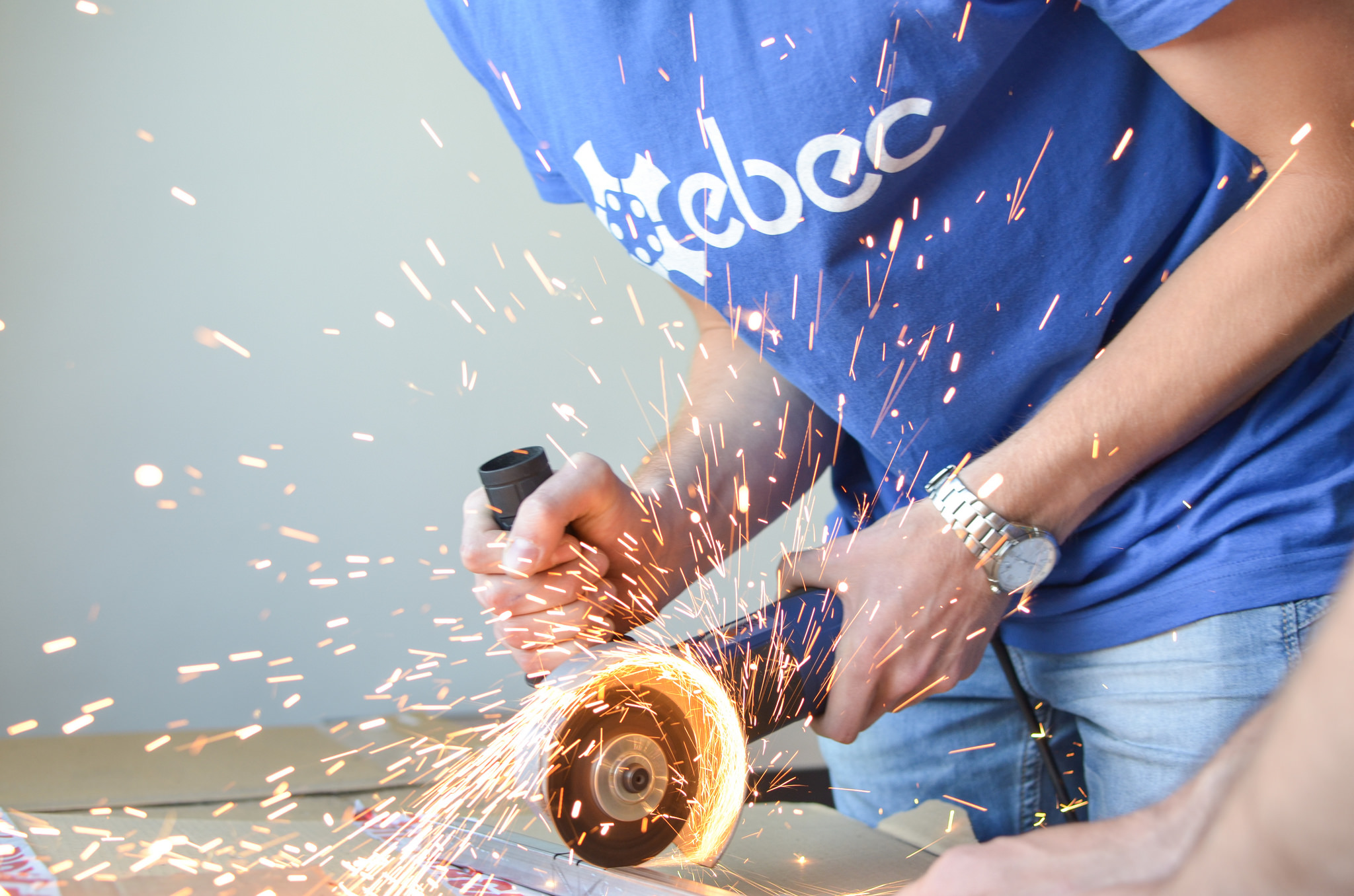
Team Design 1
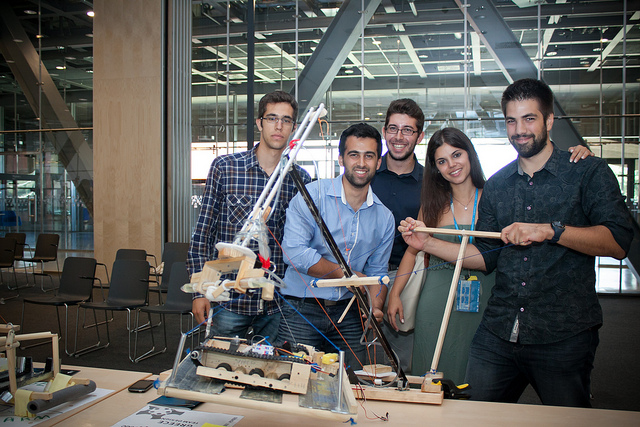
Team Design 2
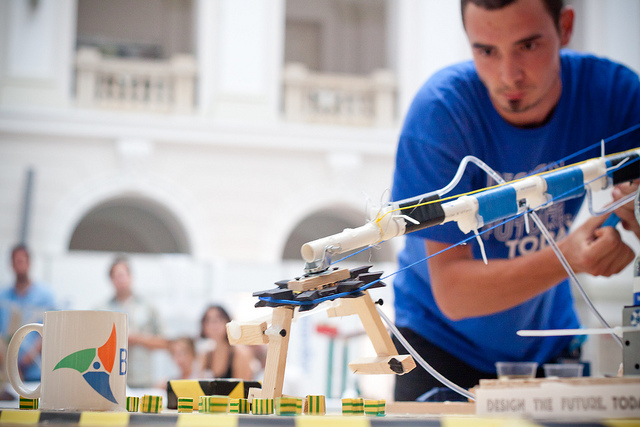
Team Design 3
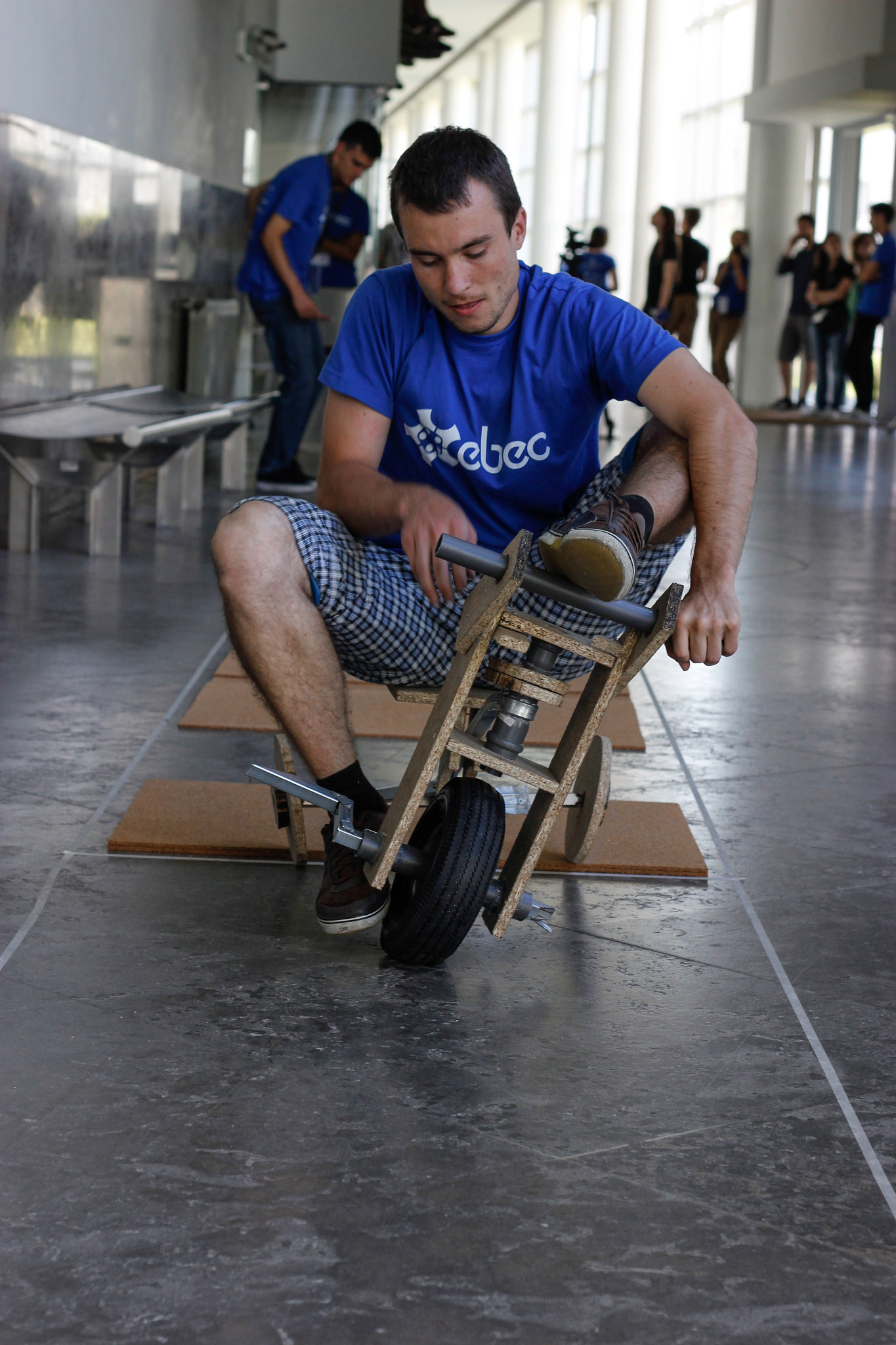
Team Design 4
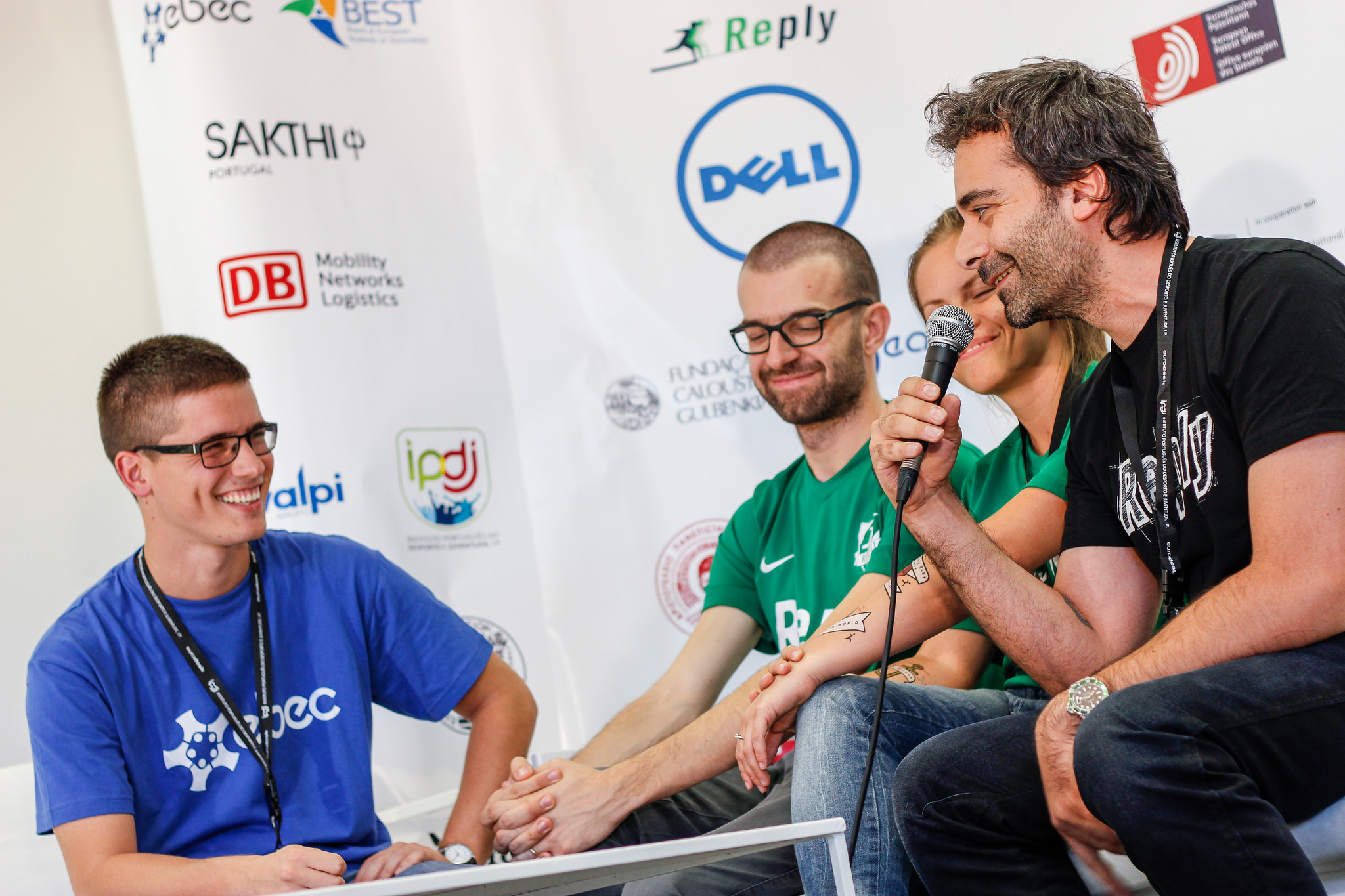
Interviewing
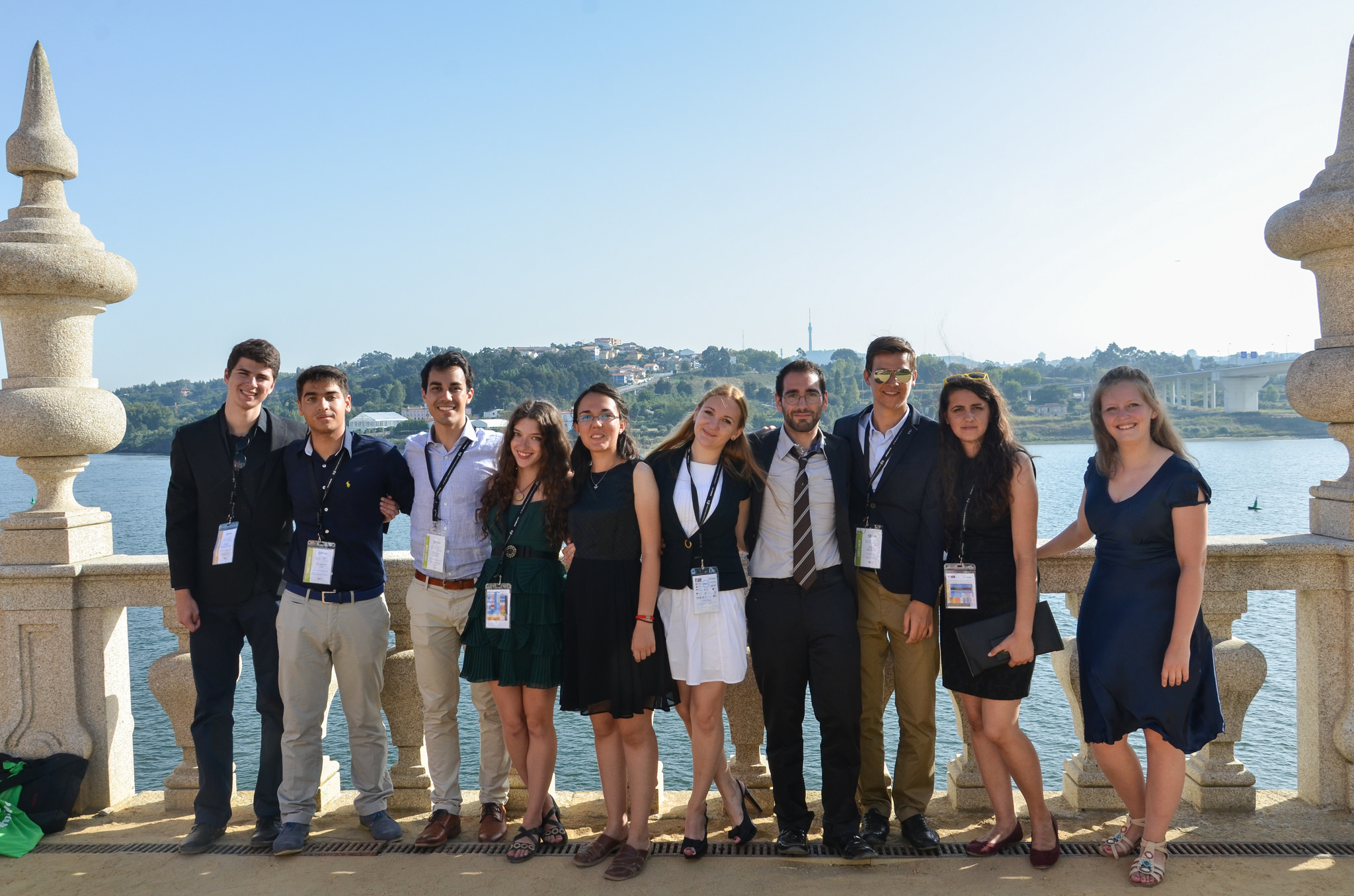
NRR Coordinators 2015
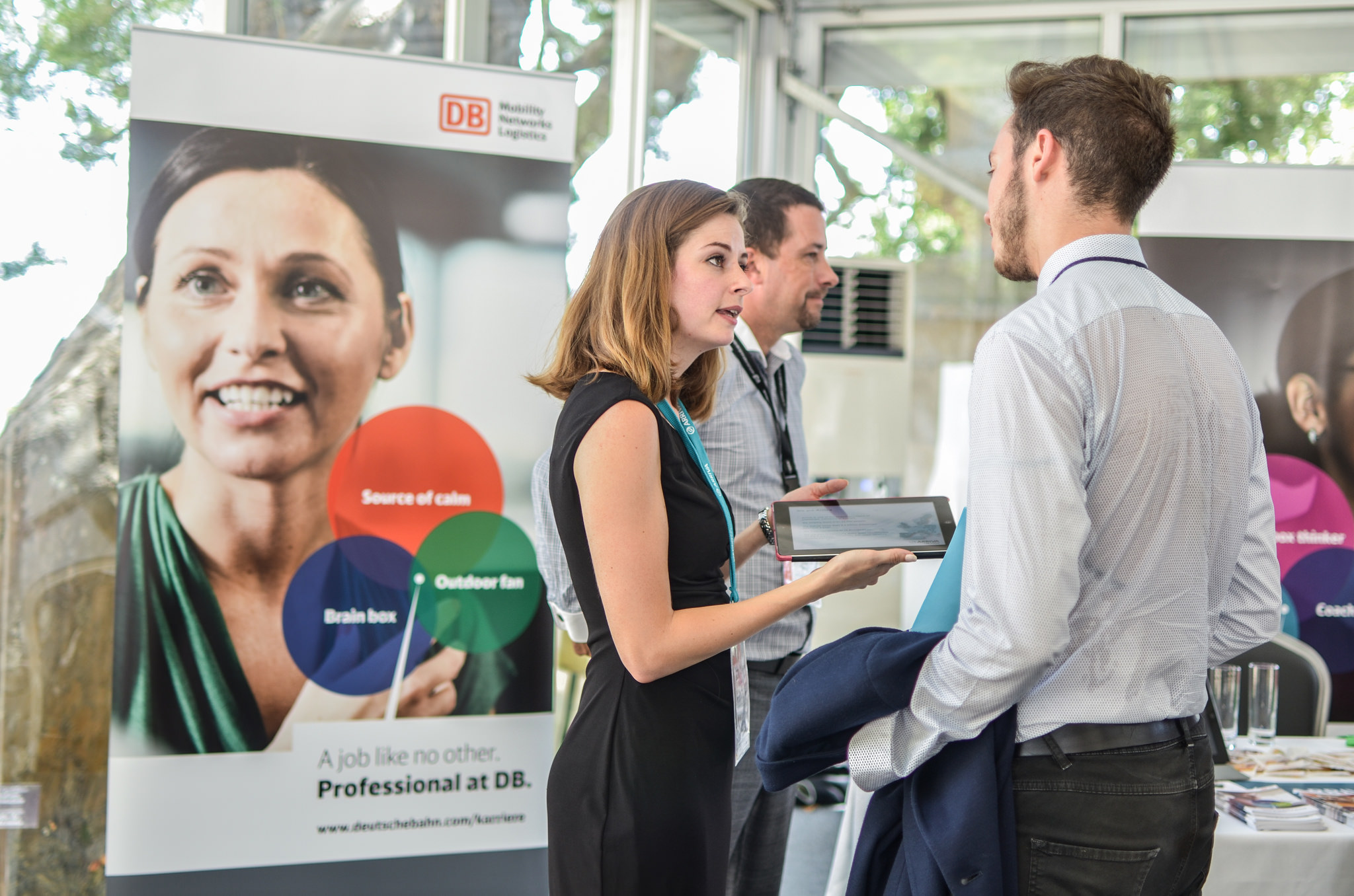
Job Fair 2015
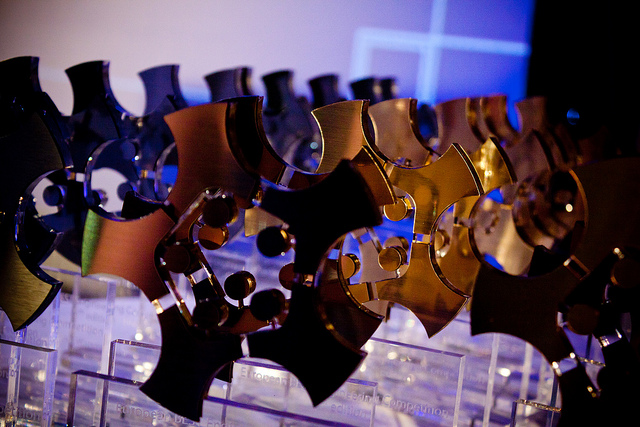
EBEC ceny
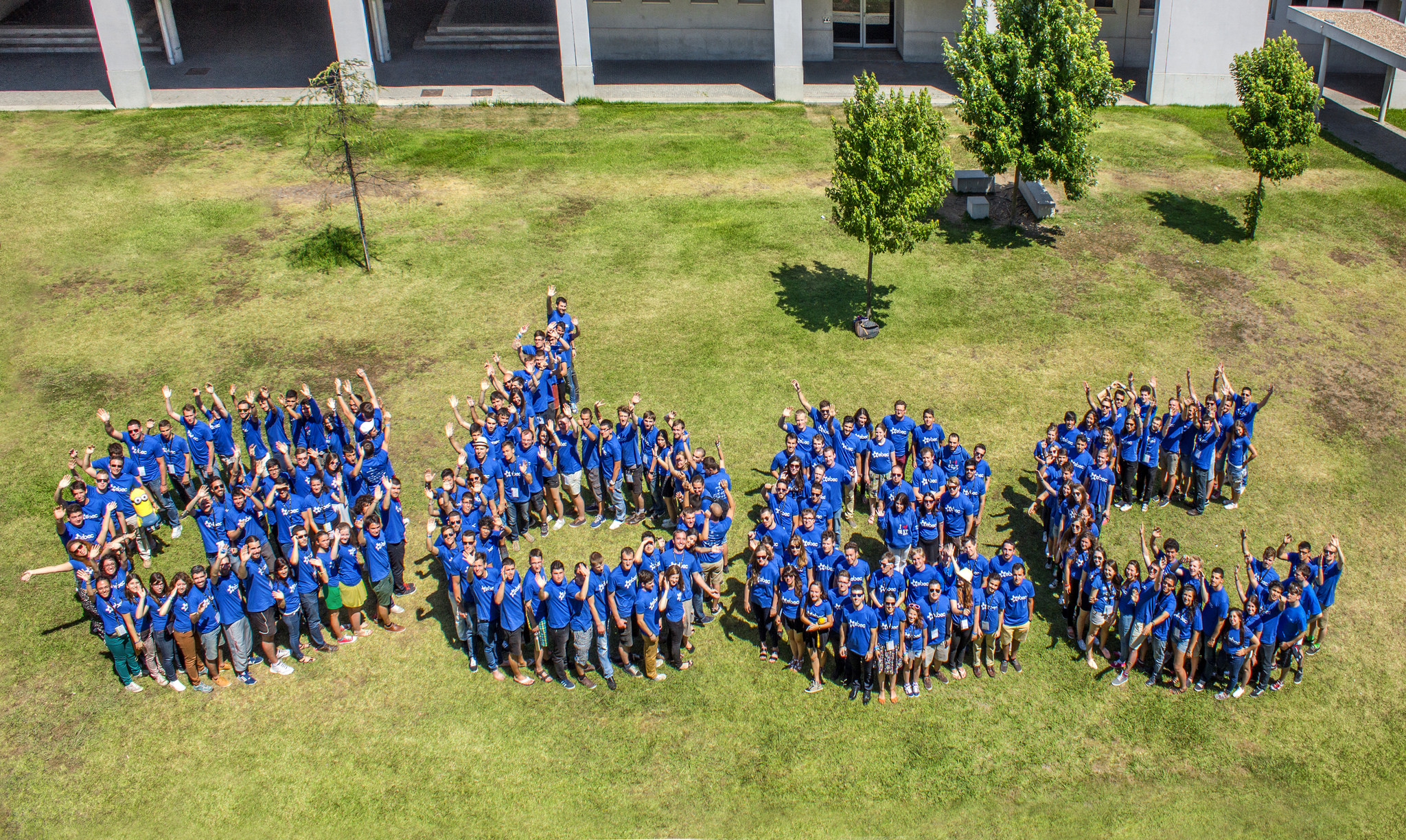
EBEC